# Geary megye
Geary megye az Amerikai Egyesült Államokban, azon belül Kansas államban található. Megyeszékhelye és legnagyobb városa Junction City. Lakosainak száma 36 739 fő (2020. április 1.). Geary megye Riley, Morris, Dickinson, Clay és Wabaunsee megyékkel határos.

## Népesség
A megye népességének változása:
| Lakosok száma | 35 302 | 35 433 | 38 257 | 37 384 | 37 030 | 36 739 |
|               | 2010   | 2011   | 2012   | 2013   | 2015   | 2020   |